# 接続詞省略
接続詞省略（せつぞくししょうりゃく、または連（結）辞省略、Asyndeton (複数形: Asyndeta) / asyndetism, 古代ギリシア語:  ἀσύνδετον）とは、一連の繋がりのある節から故意に接続詞を省略する修辞技法のこと。

## 概略
接続詞省略の最も有名な例は、「来た、見た、勝った（Veni, vidi, vici）」である。接続詞省略の使用は文のリズムを加速させ、ある概念をより記憶に残るようにする効果を持たせることができる。より一般的に、文法では、asyndetic coordination（接続詞省略の等位関係）は、連言肢間に等位接続詞が存在しない等位関係である。
アリストテレスはその著書『弁論術』の中で、接続詞省略の効果をこう書いている。
アリストテレスは『弁論術』の最後でも接続詞省略の効果について書いていて、最後には実際に接続詞省略を用いている。

## 例
接続詞省略の有名な例は、アメリカ合衆国の政治的演説の中に多く見ることができる。
「アメリカ独立宣言」にも、イギリス人に言及した部分で接続詞省略が使われている。
なお、この文（英文）は交錯配列法にもなっている。
ウィンストン・チャーチルの有名な演説「We shall fight on the beaches」は、接続詞省略を頻繁かつ広範に使用した例である。
接続詞省略と対称的なのが、1個の等位接続詞を使って記述される「接続詞を含んだ構文」（Syndeton, Syndetic Coordination）および、複数の等位接続詞を使って記述される「接続詞畳用（連辞畳用）」である。